# 樺甸市
樺甸市（かでん-し）は中華人民共和国吉林省吉林市に位置する県級市。

## 地理
樺甸市は長白山地中部、松花江上流に位置し、東北最大の水力発電所である白山水発電所の所在地である。農業はトウモロコシの栽培と森林採伐が主で、吉林省の重要な食糧と木材の生産基地である。また朝鮮人参、中国林蛙の油なども産する。
金の埋蔵量は中国で上位十位内に入る。「夾皮溝」の金鉱は中国の近現代史上大きな発見と言える。

## 歴史
清末に金鉱が発見されると砂金採取を目的とする人口流入が進み、1908年（光緒34年）に樺甸県が設置された。1988年に県級市に昇格し現在に至る。

## 行政区画
5街道、6鎮、3郷を管轄：
- 街道弁事処：明樺街道、永吉街道、勝利街道、新華街道、啓新街道
- 鎮：夾皮溝鎮、二道甸子鎮、紅石砬子鎮、八道河子鎮、常山鎮、金沙鎮
- 郷：樺郊郷、横道河子郷、公吉郷

## 交通

### 道路
- 高速道路
  -  延長高速道路（中国語版）
- 国道
  -  G222国道（中国語版）
  -  G334国道（中国語版）